# چاه میرزا حسن
چاه میرزا حسن یک منطقهٔ مسکونی در ایران است که در دهستان باقرآباد واقع شده‌است. چاه میرزا حسن ۳۰ نفر جمعیت دارد.